# Claude Orval
Pour les articles homonymes, voir Orval.
Claude Orval est un acteur, réalisateur, scénariste, dialoguiste et écrivain français né le 1er novembre 1897 à Paris 18e et mort le 24 avril 1963 à Paris 16e.

## Biographie

### Jeunesse
De son vrai nom Gaston Émile Jean Farragut, il naît le 1er novembre 1897 dans le 18e arrondissement de Paris d'Hippolyte Jean Victor Farragut, employé, et Lucie Marie Zibelin, sans profession.

### Carrière
Après avoir été employé d'assurances, il fait ses débuts sur scène au Grand-Guignol que dirige Camille Choisy dans les années 1920, sous le pseudonyme de Claude Orval, avant d'écrire une vingtaine de pièces pour ce même théâtre jusqu'à la fin de la Seconde Guerre mondiale. À partir de 1925, il publie parallèlement des recueils de contes et de nouvelles. 
À l'orée des années 1930, il s'intéresse au cinéma et réalise Un meurtre a été commis (1937) fondé sur son propre scénario. Cette carrière cinématographique se poursuit jusqu'au milieu des années 1950 où il se consacre principalement à l'écriture de romans policiers pour la collection Le Masque.
Il meurt le 24 avril 1963 dans le 16e arrondissement de Paris, à l'âge de 65 ans.

### Vie privée
Claude Orval épouse le 1er aout 1916 à la mairie du 17e Andréa Marie Lajarrige, couturière, dont il divorce le 1er décembre 1924. Il se remarie le 18 mai 1926 avec Marguerite Antoinette Combret, artiste dramatique, à la mairie du 18e.

## Théâtre
- 1924 : Chemin de ronde de Robert Francheville, mise en scène Camille Choisy, théâtre du Grand-Guignol : le Caporal
- 1924 : Le Rapide 13 de Jean Sartène, mise en scène Camille Choisy, Grand-Guignol : un chef
- 1925 : L'Amant de la mort de Maurice Renard, mise en scène Camille Choisy, Grand-Guignol : Premier Masque
- 1925 : L'Étreinte  d’André de Lorde et Pierre Chaine, mise en scène Camille Choisy, Grand-Guignol
- 1925 : Sur la lande de Fabien Sollar, mise en scène Camille Choisy, Grand-Guignol : le père Le Goff
- 1925 : Le Monde renversé de Régis Gignoux, mise en scène Camille Choisy, Grand-Guignol : Paul Carabol
- 1925 : Une femme dans le cœur de M. Latour, mise en scène Camille Choisy, Grand-Guignol : Pierre
- 1925 : Le Cabinet du docteur Caligari  d’André de Lorde et Henri Bauche d'après le film homonyme, mise en scène Camille Choisy, Grand-Guignol : Alain
- 1928 : L'Homme qui a tué la mort  de René Berton, mise en scène Camille Choisy, Grand-Guignol : Gauvain, l'avocat-général
- 1928 : La Lumière dans le tombeau de René Berton, mise en scène Camille Choisy, Grand-Guignol : le capitaine Barnabé

## Filmographie

### En tant que réalisateur
- 1936 : Irma Lucinde, voyante (court métrage) - également scénariste
- 1938 : Un meurtre a été commis
- 1938 : Clodoche, coréalisé avec Raymond Lamy
- 1939 : Nadia la femme traquée ou À l'ombre du Deuxième Bureau
- 1939 : Une java
- 1948 : Triple enquête
- 1951 : Musique en tête, coréalisé avec Georges Combret)
- 1951 : Duel à Dakar - également scénariste
- 1951 : La Garçonnière (court métrage) - également scénariste et dialoguiste
- 1953 : Les Détectives du dimanche - également scénariste

### En tant que scénariste
- 1934 : La Moule, court-métrage de Jean Delannoy
- 1955 : Les Nuits de Montmartre de Pierre Franchi
- 1960 : Le Caïd de Bernard Borderie (d'après son roman Le Grand Caïd)

### En tant qu'acteur
- 1958 : Les Cinq Dernières Minutes de Claude Loursais, épisode L'habit fait le moine[réf. nécessaire]

## Écrits

### Théâtre
- 1928 : La Nuit du 12 au 13, Grand-Guignol
- 1931 : La Machine rouge, Grand-Guignol
- 1931 : Le Masque de la mort, Grand-Guignol
- 1941 : Couleur de sang, Grand-Guignol
- 1942 : Le Souffle de l'au-delà, Grand-Guignol
- 1943 : Maman, Grand-Guignol
- 1943 : Les Suppliciés, Grand-Guignol
- 1944 : Torture, Grand-Guignol
- 1944 : Épouvante, Grand-Guignol

### Romans
- L'Insaisissable Boby, éditions Pierre Trémois, 1945
- Le Retour de Boby, éditions Pierre Trémois, 1945
- Les Détectives du dimanche, éditions André Matel, 1952
- L'Ombre du 2e Bureau, éditions du Simplon, coll. « Héros anonymes », 1952
- Pas de pitié pour les mouchards, éditions André Martel, 1953
- Mes nuits de Montmartre, éd. de l’Arabesque. 3e de la coll. « Eclectique », Décembre 1954.
- Panique au cirque, Librairie des Champs-Élysées, coll. « Le Masque » no 595, 1957
- Le Grand Caïd, Librairie des Champs-Élysées, coll. « Le Masque » no 629, 1958
- Le Nain rouge, Librairie des Champs-Élysées, coll. « Le Masque » no 697, 1960
- Cinq Jours de bonté, Librairie des Champs-Élysées, coll. « Le Masque » no 747, 1962 ; réédition, Éditions du Masque, coll. « Le Masque », 2023  (ISBN 978-2-7024-5169-4)
- Le Grand Caïd prend le maquis, Librairie des Champs-Élysées, coll. « Le Masque » no 776, 1962
- Un parfum d'aventures, Librairie des Champs-Élysées, coll. « Le Masque » no 808, 1963
- Grâce pour le poète, Librairie des Champs-Élysées, coll. « Le Masque » no 828, 1964
- La Dernière Seconde, Librairie des Champs-Élysées, coll. « Le Masque » no 890, 1965
- L'assassin ne peut plus dormir, Librairie des Champs-Élysées, coll. « Le Masque » no 1010, 1968